# Nvidia

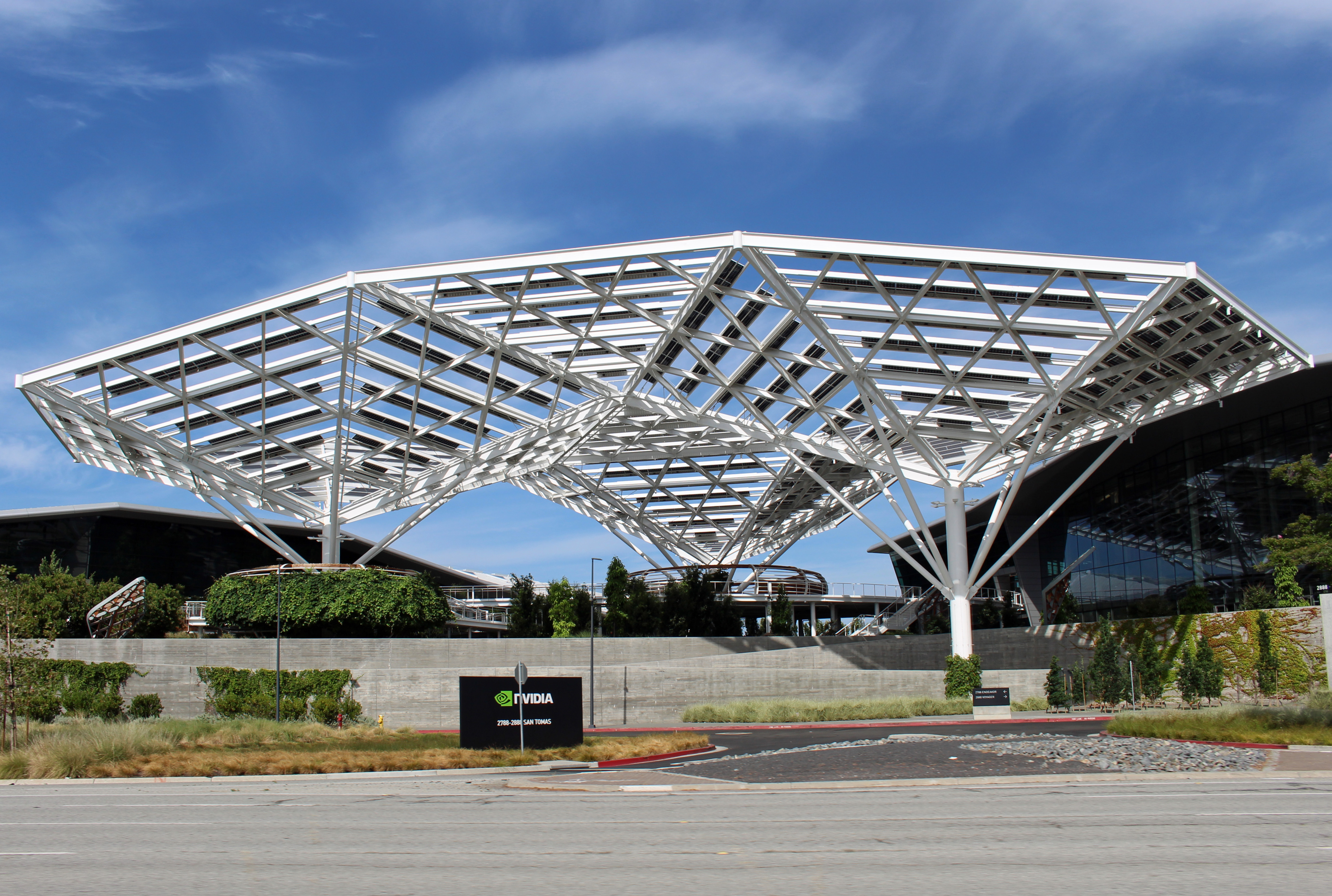
Nvidias Hauptsitz (2023) in Santa Clara, Kalifornien

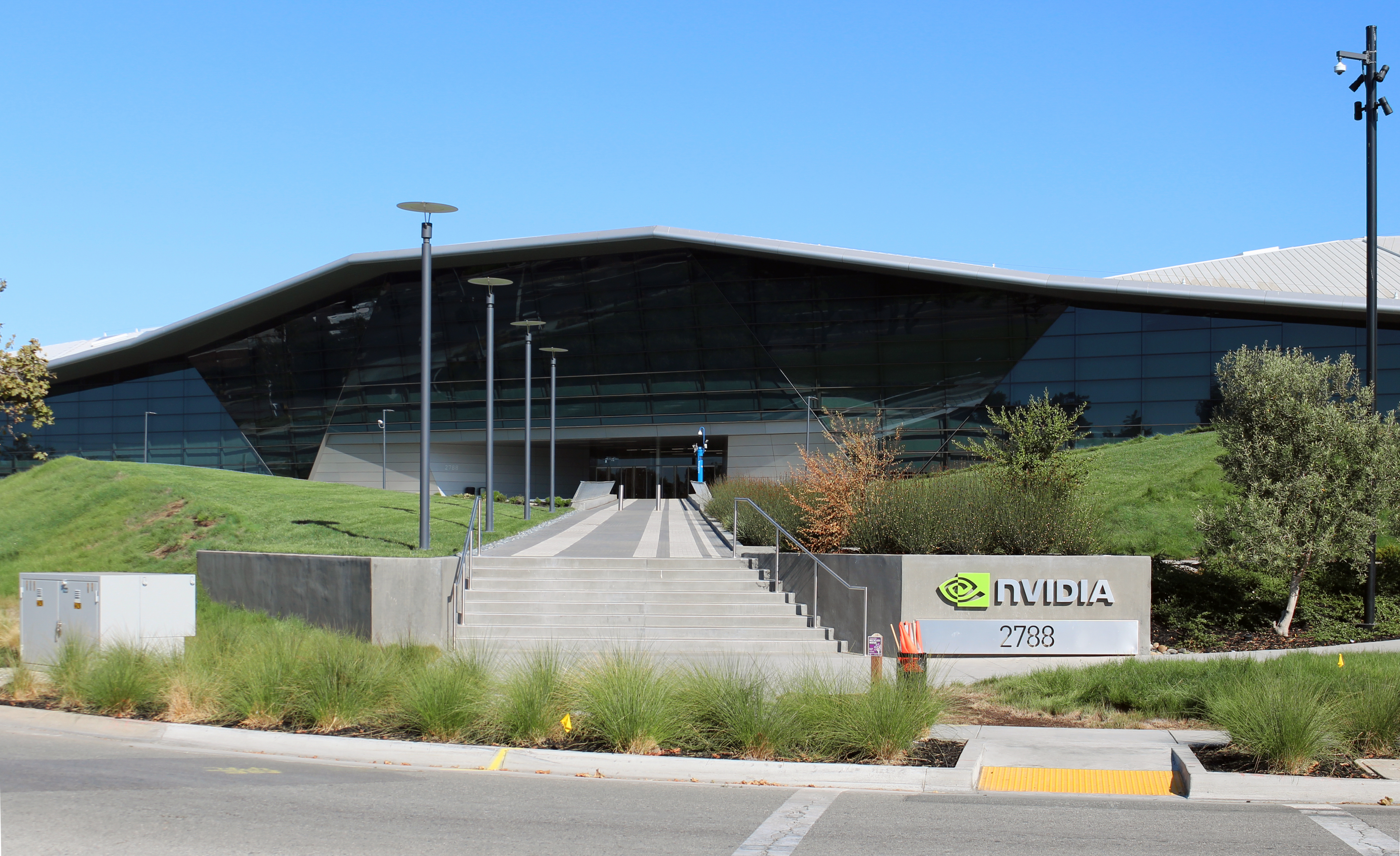
Nvidias Hauptsitz (2018) in Santa Clara, Kalifornien

Die Nvidia Corporation (Eigenschreibweise: NVIDIA, Aussprache: /ɪnˈvɪdiə/, von lateinisch Invidia, Neid) ist ein US-amerikanisches Unternehmen und einer der größten Entwickler von Grafikprozessoren und Chipsätzen für Personal Computer, Server und Spielkonsolen. Der Hauptsitz liegt in Santa Clara, Kalifornien. Das Unternehmen hielt auf dem Markt der diskreten Desktop-Grafikkarten im zweiten Quartal des Jahres 2022 einen Anteil von über 80 %. Die Nvidia Corporation besitzt keine eigenen Fertigungsstätten und arbeitet somit nach dem Fabless-Prinzip.
Das Unternehmen konnte stark von Markterwartungen im Bereich der künstlichen Intelligenz profitieren und stieg 2024 sowie 2025 zeitweise zum wertvollsten börsenorientierten Unternehmen der Welt auf.

## Geschichte
Das Unternehmen wurde am 5. April 1993 von Jen-Hsun Huang, Curtis Priem und Chris Malachowsky gegründet. Mit dem NV1 (STG-2000) brachte Nvidia im Mai 1995 einen der ersten 3D-Beschleuniger-Prozessoren (GPU) heraus. Da dieser auf der NURBS-Technik basierte, konnte er sich wegen Kompatibilitätsproblemen nicht am Markt durchsetzen. Bedingt durch diesen Misserfolg war die Marke Nvidia bis 1997/98 relativ unbekannt. Änderung brachte die Serie der Riva-PC-Grafikchips, die den Erfolg des Unternehmens begründete.
Im Januar 1999 wurde Nvidia in den NASDAQ (NVDA) aufgenommen und lieferte im selben Jahr bereits den zehnmillionsten Grafikchip aus. Im Februar 2002 waren über 100 Millionen Grafikchips ausgeliefert worden. Weiterhin kooperierte Nvidia mit Sony, um Grafikchips für die PlayStation 3 und andere Geräte zu entwickeln. Auch wenn das Unternehmen durch diverse Übernahmen heute wesentlich breiter aufgestellt ist als in den Anfangsjahren, so beruht dessen Marktmacht weiterhin vorwiegend auf der Serie der GeForce-Grafikchips, die 1999 zum ersten Mal vorgestellt wurde.
Im Dezember 2006 eröffnete das US-amerikanische Justizministerium aufgrund von Verstößen gegen das Wettbewerbsrecht ein Verfahren gegen Nvidia. Ein Jahr später wählte das Forbes Magazine Nvidia wegen überragender Erfolge in den letzten Jahren zur Firma des Jahres 2007: Nvidia habe die Entwicklung im Grafikbereich entscheidend vorangetrieben und damit seine Bruttohandelsspanne von 29 Prozent im Jahr 2004 auf aktuell 46 Prozent gesteigert.
Im selben Jahr veröffentlichte Nvidia mit CUDA eine Software, mit der auf Nvidias Grafikprozessoren parallelisierbare Programmteile sehr schnell abgearbeitet werden können (siehe auch: GPGPU). Es zeigte sich schnell, dass viele Anwendungen davon stark profitieren können. Ein Beispiel ist das Mining von Bitcoins, welches eine Zeitlang sehr gewinnbringend war. Später liefen dann Algorithmen der Künstlichen Intelligenz auf Grafikprozessoren von Nvidia. In diesem Bereich konnte sich Nvidia eine fast monopolartige Position erarbeiten.
Am 13. September 2020 wurde bekannt, dass Nvidia die Übernahme von ARM Limited für 40 Milliarden US-Dollar von Softbank beabsichtigte. Im Februar 2022 teilten Nvidia und Softbank den Abbruch der geplanten Übernahme mit; ARM sollte stattdessen bis Anfang 2023 an die Börse gehen. Gründe nannten die beteiligten Firmen nicht, allerdings wurden diese schon in den letzten 1,5 Jahren klar: Kartellbehörden und andere Branchenriesen – Google, Microsoft und Qualcomm – stemmten sich weltweit gegen den Kauf. Nvidia musste wegen einer Vertragsklausel trotzdem 1,25 Milliarden US-Dollar an SoftBank zahlen, auf die sich beide Firmen einigten, sollte die Übernahme nicht klappen. Bei ARM trat infolgedessen Simon Segars als Firmenchef zurück und machte Platz für Rene Haas, der zuvor die IP Products Group (IPG) verantwortete. Vor seiner Zeit bei ARM leitete er sieben Jahre lang das Computing Products Business bei Nvidia.
In den Forbes Global 2000 der weltweit größten Unternehmen belegt Nvidia im Jahr 2023 Platz 241. Im Mai 2023 stieg der Börsenwert erstmals auf über eine Billion US-Dollar. Mitte Juni 2024 hatte Nvidia eine Marktkapitalisierung von 3,34 Billionen US-Dollar und stieg damit zeitweise zum wertvollsten börsenorientierten Unternehmen der Welt auf. Das Unternehmen konnte stark von den aktuellen Entwicklungshoffnungen im Bereich der künstlichen Intelligenz profitieren. Am 27. Januar 2025 stellte der chinesische Konkurrent DeepSeek ein KI-Modell vor, das deutlich weniger Hardware-Ressourcen benötigen soll, und löste damit einen Kurseinbruch der Nvidia-Aktie um 17 Prozent aus. Der Tagesverlust lag bei etwa 593 Milliarden US-Dollar und ist damit der größte eines Unternehmens an der Wall Street.
Im ersten Quartal 2025 hat Nvidia bekannt gegeben, das in Texas zwei Supercomputer-Fabriken gemeinsam mit asiatischen Auftragsfertigern gebaut werden sollen. Eines mit der Firma Foxconn Technology Group in Houston und eines mit der Firma Wistron Corporation in Dallas. Dort sollen in erster Linie KI-Chips hergestellt werden.
Auf der Consumer Electronics Show (CES) 2025 stellte Nvidia die neue Nvidia-GeForce-50-Serie mit Blackwell-Architektur vor.

### Größere Übernahmen
- Am 15. Dezember 2000 übernahm Nvidia seinen bis dahin größten Konkurrenten im Grafikchip-Markt, den Chip-Designer und Grafikkarten-Fertiger 3dfx, zum Preis von ungefähr 120 Millionen US-Dollar[24] und ist seitdem Marktführer in diesem Segment. Außer der Übernahme von Patenten und einigen Mitarbeitern nutzte Nvidia die Übernahme lediglich, um einen Konkurrenten zu beseitigen. Sämtliche Produktlinien von 3dfx wurden umgehend eingestellt.
- Am 4. August 2003 übernahm Nvidia für den Preis von ungefähr 70 Millionen US-Dollar[25] die 1997 in Santa Clara gegründete Firma MediaQ, einen führenden Anbieter von Grafik- und Multimedia-Technologien für drahtlose mobile Endgeräte. Die wichtigsten Absatzbereiche von MediaQ waren 2,5G- und 3G-Handys, PDAs, LCD-Bildschirme sowie andere mobile Endgeräte. Zu den Kunden von MediaQ zählten führende Handy- und PDA-Hersteller wie Mitsubishi, Siemens, Dell, HP, Palm, Philips, Sharp und Sony.
- Am 14. Dezember 2005 übernahm Nvidia zum Preis von ungefähr 52 Millionen US-Dollar[26] das Unternehmen ULi, einen seiner größten Wettbewerber im Markt für Chipsätze. Außer der Übernahme von Patenten und einigen Mitarbeitern nutzte Nvidia auch diese Übernahme lediglich, um sich eines Konkurrenten zu entledigen. Sämtliche Produktlinien der übernommenen Firma wurden unverzüglich eingestellt.
- Am 22. März 2006 übernahm Nvidia zum Preis von ungefähr 37 Millionen US-Dollar die finnische Firma Hybrid Graphics, einen 2D- und 3D-Grafiksoftware-Entwickler für mobile Geräte.[27] Drei Monate später brachten beide Firmen zusammen ein erstes Entwickler-Kit für auf Windows Mobile 5.0 basierende Handys und PDAs heraus. Hybrid Graphics vertrieb keine Produkte an Endkunden, sondern setzte ausschließlich auf den Vertrieb über die Hersteller.
- Am 6. November 2006 übernahm Nvidia zum Preis von ungefähr 357 Millionen US-Dollar die kalifornische Firma PortalPlayer.[28] PortalPlayer ist ein Hersteller von ARM-basierenden CPUs und stattete damit z. B. die ersten Generationen der iPods von Apple aus. Nvidia wurde durch die Übernahme schlagartig zu einem der größten Anbieter von sogenannten SoCs (Systems on Chips). Direkt nach der Übernahme wurden alle PortalPlayer-Produktlinien vom Markt genommen und unter Nvidias Markennamen wieder neu aufgelegt. Später versuchte Nvidia seine Grafikkartentechnologie mit den CPU-Bausteinen zu verbinden und so in den Handy-Markt zu bringen. Die dafür aufgelegte Produktreihe nannte sich Nvidia Tegra, verbaut wurden die Chips vor allem in Nvidias Nexus-Geräten. Letztendlich konnte sich die Technologie im Handy-Bereich nicht durchsetzen, erlebte aber in der Nintendo Switch ein erfolgreiches Comeback.
- Am 30. November 2007 übernahm Nvidia zum Preis von ungefähr 88 Millionen US-Dollar die Mental Images GmbH aus Berlin.[29] Die Mental Images GmbH war ein Entwickler von Raytracing-Software und ist heute eine unselbstständige Niederlassung von Nvidia. Grund der Übernahme war vermutlich der Einkauf von Wissen in diesem Bereich, da Raytracing als zukünftige Schlüsseltechnologie im Bereich der Computer-(Spiele)-Grafik angesehen wird.
- Am 4. Februar 2008 übernahm Nvidia seinen bis dahin größten Konkurrenten im Physik-Prozessor-Markt, das Unternehmen Ageia.[30] Direkt nach der Übernahme wurden sämtliche Produktlinien des Konkurrenten eingestellt. Die von Ageia entwickelte Technologie zur Physik-Beschleunigung wurde von Nvidia in seine Grafikkartentreiber integriert, sodass alle Grafikkarten ab der GeForce-8-Serie hardwareseitig Physik-Beschleunigung unterstützen.
- Am 11. März 2019 übernahm Nvidia seinen israelischen Konkurrenten Mellanox für 6,8 Milliarden US-Dollar. Insidern zufolge schien auch Intel interessiert zu sein. Strategisch ist die Übernahme bedeutsam für Nvidia, da damit das zukunftsorientierte Cloud-Geschäft weiter ausgebaut werden kann, das über 30 % des Umsatzes ausmacht.[31]
- Am 30. Dezember 2024 wurde der Abschluss der Übernahme des israelischen Softwareherstellers Run:ai bekannt. Run:ai hat sich auf Optimierung und Orchestrierung von GPU-Ressourcen für künstliche Intelligenz spezialisiert. Der Wert der Übernahme beträgt geschätzt 700 Millionen Dollar. Ursprünglich sollte die Übernahme bereits im April 2024 erfolgen, verzögerte sich jedoch wegen wettbewerbsrechtlicher Bedenken des US-Justizministeriums bezüglich Nvidias Marktmacht bei KI-Chips. Die Software von Run:ai soll als Open Source bereitgestellt werden, sodass eine Nutzung auch außerhalb von Nvidias GPUs möglich ist. Bereits seit 2020 arbeiteten beide Unternehmen eng zusammen.[32]

### Umsatz- und Gewinnentwicklung
Weil Nvidia seine gesamte Chipfertigung seit Beginn der Geschäftstätigkeit an externe Partner wie TSMC oder UMC auslagert (und somit keine eigenen Chipfabriken unterhalten muss), war es möglich, in den Anfangsjahren ein extremes Wachstumstempo an den Tag zu legen.
Gebremst wurde dieses Wachstum erst Ende 2002 (Nvidia-Geschäftsjahr 2003), als ATI mit dem R300 einen enorm leistungsfähigen Grafikchip auf den Markt brachte. Seit Mitte 2005 (Nvidia-Geschäftsjahr 2006) wächst Nvidia mit einem seitdem wesentlich breiteren Produktportfolio wieder mit hohem Tempo und bei enormen Gewinnspannen, wobei Haupttreiber des Umsatzes nach wie vor die Grafikkarten sind.
Mit der Einführung der DirectX-10-fähigen GeForce-8-Serie im Jahr 2006/07 (Nvidia-Geschäftsjahr 2007/08) erfuhr Nvidia einen weiteren Wachstumsschub, da sich AMDs Konkurrenzprodukt ATI-Radeon-HD-2000-Serie verspätete und sich auch bei Erscheinen im High-End- und Performance-Segment nicht erfolgreich gegen die Nvidia-Karten positionieren konnte. Erneute Rückschläge musste das Unternehmen in den Jahren 2008 und 2009 (Nvidia-Geschäftsjahr 2009/10) hinnehmen, hauptsächlich verursacht durch den allgemeinen Rückgang an verkauften Grafikkarten wegen der Wirtschaftskrise. Hinzu kam eine wachsende Konkurrenz durch die leistungsfähige Radeon-HD-4000-Serie des Dauerkonkurrenten AMD sowie ein starker Rückgang der Marktanteile in der Chipsatzbranche. Im Geschäftsjahr 2010/11 dämpfte die verspätete Einführung der DirectX-11-fähigen GPUs das Wachstum. Die Entwicklung der Fermi-Plattform sowie der Tegra-Prozessoren für den Smartphone-Markt brachten Umsatz- und Ergebniszuwächse in den Jahren 2011 und 2012.
Während der Corona-Pandemie profitierte Nvidia von einer starken Nachfrage nach Gaming-Ausrüstung und Technik für Rechenzentren. Allein im 2. Quartal des Fiskaljahres 2021 stieg der Umsatz auf einen Rekordwert von 6,5 Milliarden US-Dollar bei einem Gewinn von 2,4 Milliarden US-Dollar. Damit wurde beim Gewinn eine Steigerung um 276 % gegenüber dem gleichen Quartal des Vorjahres erreicht. Aufgrund eines durch künstliche Intelligenz ausgelösten Booms bei Datencentern konnte Nvidia seinen Umsatz im Fiskaljahr 2024 mehr als verdoppeln und seinen Gewinn fast versechsfachen.

| GJ      | Umsatz     | Gewinn     | Umsatz- wachstum | Umsatz- rendite |
| GJ      | (Mio. US$) | (Mio. US$) | Umsatz- wachstum | Umsatz- rendite |
| ------- | ---------- | ---------- | ---------------- | --------------- |
| 1996/00 | 4          | −3         | –                | −75 %           |
| 1997/98 | 38         | −2         | 850 %            | −5 %            |
| 1999/00 | 151        | 4          | 297 %            | 3 %             |
| 2000/00 | 375        | 41         | 148 %            | 11 %            |
| 2001/00 | 735        | 98         | 96 %             | 13 %            |
| 2002/00 | 1369       | 142        | 86 %             | 10 %            |
| 2003/00 | 1909       | 51         | 39 %             | 3 %             |
| 2004/00 | 1823       | 49         | −5 %             | 3 %             |
| 2005/00 | 2010       | 87         | 10 %             | 4 %             |
| 2006/00 | 2376       | 301        | 18 %             | 13 %            |
| 2007/00 | 3069       | 449        | 29 %             | 15 %            |
| 2008/00 | 4098       | 798        | 34 %             | 19 %            |
| 2009/00 | 3425       | −30        | −16 %            | −1 %            |
| 2010/00 | 3326       | −68        | −3 %             | −2 %            |
| 2011/00 | 3543       | 253        | 7 %              | 7 %             |
| 2012/00 | 3998       | 581        | 13 %             | 15 %            |
| 2013/00 | 4280       | 563        | 7 %              | 13 %            |
| 2014/00 | 4130       | 440        | −4 %             | 11 %            |
| 2015/00 | 4682       | 631        | 13 %             | 13 %            |
| 2016/00 | 5010       | 614        | 7 %              | 12 %            |
| 2017/00 | 6910       | 1666       | 38 %             | 24 %            |
| 2018/00 | 9714       | 3047       | 41 %             | 31 %            |
| 2019/00 | 11.716     | 4141       | 21 %             | 35 %            |
| 2020/00 | 10.918     | 2796       | −7 %             | 26 %            |
| 2021/00 | 16.675     | 4332       | 52 %             | 26 %            |
| 2022/00 | 26.914     | 9752       | 61 %             | 36 %            |
| 2023/00 | 26.974     | 4368       | 0 %              | 16 %            |
| 2024/00 | 60.922     | 29.760     | 126 %            | 49 %            |
| 2025/00 | 130.497    | 72.880     | 114 %            | 56 %            |

Bemerkung: Das Geschäftsjahr 2025 ging vom 1. Februar 2024 bis zum 31. Januar 2025.

## Produkte

### Grafikchips für PCs
- Nvidia NV1
- Nvidia Riva
- Nvidia Vanta
- Nvidia GeForce
- Nvidia GeForce M (für Notebooks)
- Nvidia GeForce Go (für Notebooks)

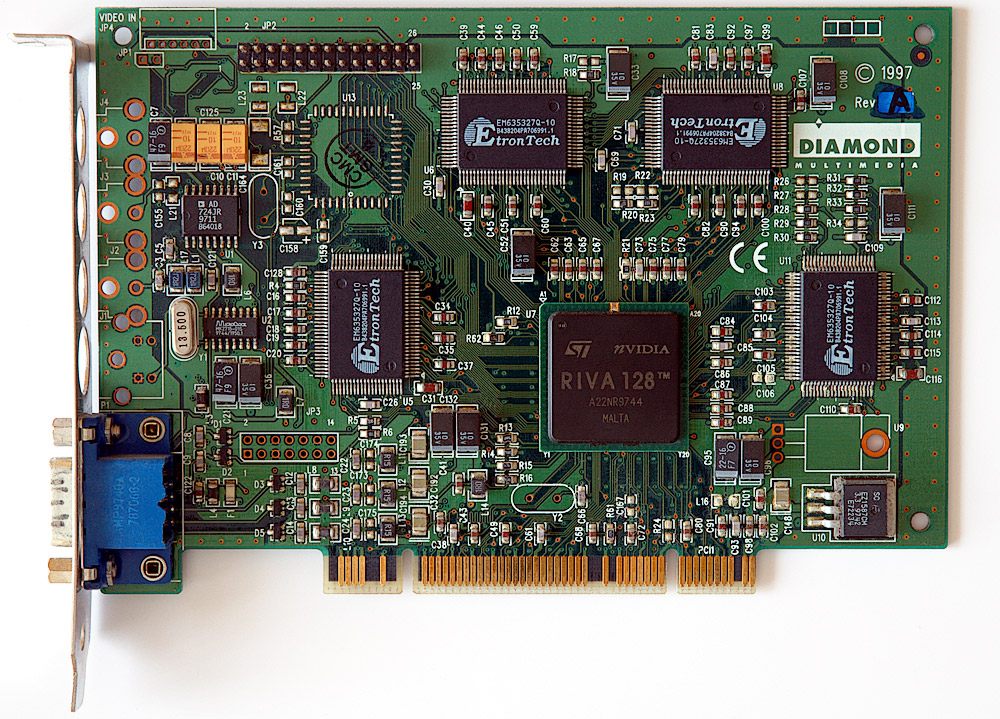
PCI-Grafikkarte mit Riva 128 (NV3), mit der Nvidia 1997 der Durchbruch gelang

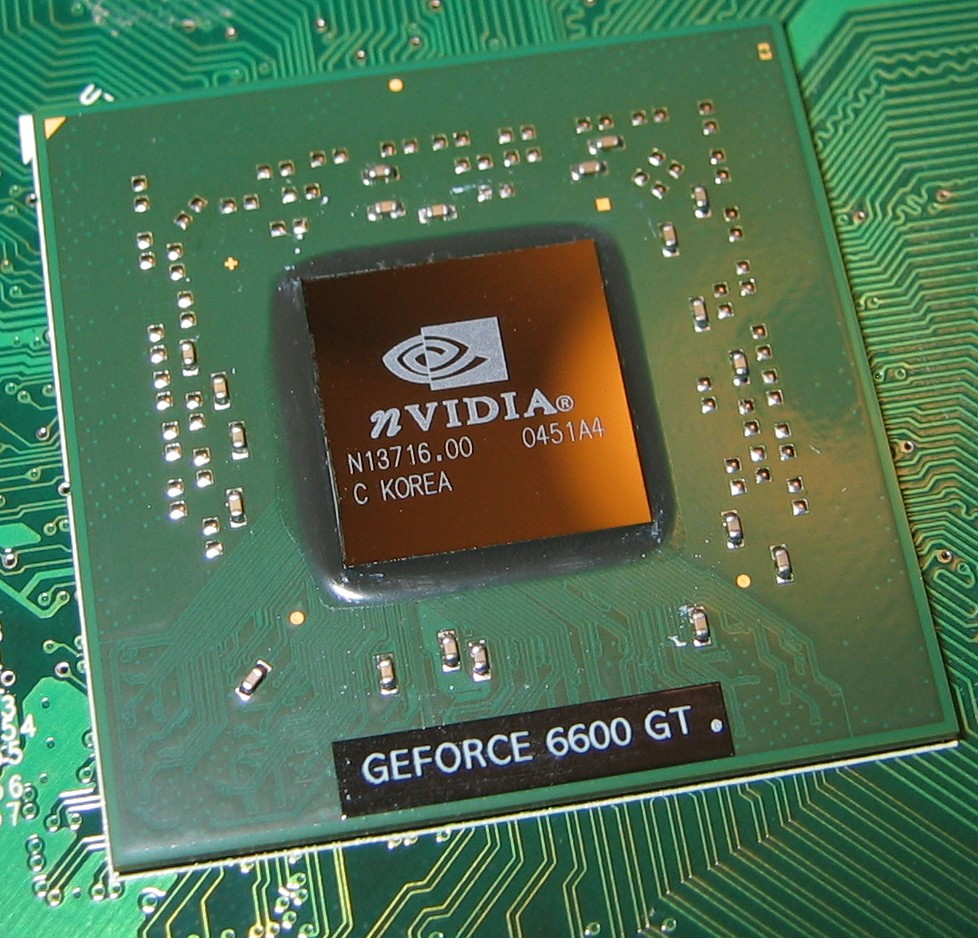
Grafikprozessor auf einer Nvidia GeForce 6600GT

- Nvidia GeForce Max-Q (für Notebooks)
- Nvidia GoForce (für Mobiltelefone)
- Nvidia Quadro (für Workstations)

### Chipsätze für PCs
Ab Juni 2001 bot Nvidia auch Chipsätze für Hauptplatinen an. Diese wurden unter dem Markennamen nForce verkauft. Ende 2005 wurde außerdem der Chipsatz-Hersteller ULi Electronics übernommen.
Nvidia bot Chipsätze für AMD- und Intel-Plattformen an, vor allem um eine Basis für die Multi-GPU-Technik Scalable Link Interface (SLI) zu besitzen. Im November 2011 gab CEO Jen-Hsun Huang bekannt, dass Nvidia die Herstellung von Chipsätzen eingestellt habe und sich stattdessen auf die Produktion von SoCs konzentrieren werde.
- Nvidia nForce
- Nvidia nForce2
- Nvidia nForce3
- Nvidia nForce4
- Nvidia nForce 500
- Nvidia nForce 600
- Nvidia nForce 700

Kritikpunkt: Allgemein galten die Treiber von Nvidia als Schwachpunkt der Chipsätze. Vor allem die IDE-Treiber verursachten öfter Probleme. Auch die Treiber für den SoundStorm brauchten einige Zeit, bis sie einwandfrei funktionierten.

Laut einem Artikel von ZDNet verursachten im Frühjahr 2007 Nvidia-Treiber etwa 30 % der Windows-Vista-Abstürze. Angesichts der vielen Komponenten in einem Chipsatz ist schwer einzuschätzen, ob dies ein eher hoher oder ein eher niedriger Anteil ist.
Ein weiterer Kritikpunkt war die große Hitzeentwicklung besonders der nForce4-Chipsätze.

### Grafikchips für Konsolen
- Microsoft Xbox
- Sony PlayStation 3
- Nintendo Switch
- Nintendo Switch Lite

### HPC-Produkte (High Performance Computing)
- Nvidia Tesla
- Nvidia Blackwell

### CPU-/SoC-Chips
- Nvidia Tegra

### Software
- Chat with RTX[39]
- CUDA
- Deep Learning Super Sampling
- Mental Ray
- Nvidia Gelato
- GeForce Experience
- Nvidia PhysX
- Nvidia Hairworks
- Nvidia Canvas[40]
- Nvidia Maxine[41]
- Nvidia App[42]
- RTX Remix[43]

### Tablet-PCs
Im September 2013 wurde bekannt gegeben, dass Nvidia einen eigens entwickelten Tabletcomputer unter dem Namen Tegra Note herausbringen wird. Das Tegra Note wird den Prozessor Tegra 4 besitzen, einen 7-Zoll-Display haben und mit einer 5-Megapixel-Kamera auf der Rückseite ausgestattet sein.
Seit 2014 ist Nvidia Shield Tablet erhältlich.

### Komponenten selbstfahrender Kraftfahrzeuge
Nvidia stellt unter der Bezeichnung Nvidia Drive eine Plattform für künstliche Intelligenz in selbstfahrenden Kraftfahrzeugen her. Nach einem tödlichen Unfall eines Fahrzeugs des Personenbeförderungsunternehmens Uber stellte Nvidia Testfahrten mit Fahrzeugen seiner Komponenten vorübergehend ein.

### CMP-Produkte (Cryptocurrency Mining Processor)
Zum Marktstart der GeForce RTX 3060 im Februar 2021 kündigte Nvidia an, die Hashraten von GeForce-Karten durch Modifikation des Treibers künftig künstlich halbieren zu wollen. Im Blogpost des Unternehmens wurde speziell auf die Kryptowährung Ethereum verwiesen, es ist jedoch davon auszugehen, dass auch andere Währungen betroffen sein werden. Diese Entscheidung begründete die Firma damit, dass die GeForce-Reihe ausschließlich für Spieler gedacht sei und man so der Nutzung für andere Einsatzzwecke und der damit verbundenen hohen Nachfrage vorbeugen wolle. Vermutlich ist die Entscheidung auf die Kursexplosion des Bitcoin und anderer Kryptowährungen im Frühjahr 2021 zurückzuführen.
Kritik löste die Entscheidung hauptsächlich auf dem englischsprachigen YouTube-Kanal Linus Tech Tips aus. Man kritisierte, dass die hergestellten Karten nach Abebben des Mining-Hypes aufgrund der speziellen Kühllösung und fehlenden Grafikausgänge nicht mehr von Spielern und normalen Endverbrauchern genutzt werden können. Damit würden sie trotz des globalen Mangels an Mikrochips wahrscheinlich zu Elektroschrott, da die alten Karten kaum Wiederverkaufswert besitzen. Nvidia argumentiert jedoch, dass ausschließlich Karten als Mining-GPUs verkauft werden, welche nicht den GeForce-Qualitätsstandards entsprechen.
- CMP 30HX
- CMP 40HX
- CMP 50HX
- CMP 90HX

## GPU Technology Conference
Unter dem Titel GPU Technology Conference veranstaltet Nvidia eine Hausmesse, bei der regelmäßig neue Technologien vorgestellt werden. Der Vorläufer dieser Hausmesse war die NVision, die im Herbst 2008 zum ersten Mal stattfand, dann aber aus Kostengründen abgesagt wurde. Nvidia will mit dieser Hausmesse vorrangig Fachbesucher wie Ingenieure, Wissenschaftler und Journalisten ansprechen.

## Kritik

### Linux-Treiber
Linus Torvalds, der Hauptentwickler des Linux-Kernels, hat Nvidia als „die schlimmste Firma“, mit der er und sein Team bisher zusammengearbeitet hatten, bezeichnet. Sein Unmut beruht auf der mangelnden Treiberunterstützung von Nvidia-Grafikchips unter Linux und der fehlenden Zusammenarbeit von Nvidia mit den Kernel-Entwicklern. Nvidia stellt selbst keinen freien Treiber mit 3D-Unterstützung für Linux zur Verfügung. Deshalb hat die Open-Source-Entwicklergemeinschaft die Entwicklung eines freien Treibers unter dem Namen nouveau gestartet. Da Nvidia sich an dem Projekt nicht beteiligt, müssen die Entwickler mittels Reverse Engineering des proprietären Nvidia-Treibers die benötigten Informationen gewinnen. Selbst in den Folgejahren hat sich die Zusammenarbeit nicht verbessert.
2022 hat Nvidia angekündigt, eigene Treiber für ihre Grafikkarten unter GPL und MIT-Lizenz zu veröffentlichen.

### Marketing
Nvidia wurden in der Vergangenheit Marketingtricksereien vorgeworfen.
- Auf der GPU Technology Conference 2009 wurde vom Nvidia-Chef persönlich eine Attrappe als erste Grafikkarte mit Fermi-Architektur vorgestellt.[58]
- Die an mehreren Stellen suggerierte vollständige Unterstützung von DirectX 11.1 für GeForce-600-Grafikkarten erwies sich als unvollständig.[59] Ein ähnlicher Vorwurf wird auch bezüglich der DirectX-12-Unterstützung der GeForce-900-Serie erhoben.
- Mit Einführung der GeForce GTX 970 hat Nvidia falsche technische Angaben zu der neuen Grafikkarte veröffentlicht. Abweichend von den tatsächlichen technischen Eigenschaften bestehen Beschränkungen beim Speicherzugriff. Dies wurde jedoch erst aufgrund von Anwendertests bekannt. Nvidia hat erst nach massiver Kritik und der Einreichung einer Klage in den USA öffentlich zu den Vorwürfen Stellung bezogen.

### GeForce-Partner-Programm
Nvidia wird seitens der Konkurrenz vorgeworfen, sie würden durch das GeForce-Partner-Programm den Grafikkartenherstellern verbieten, unter der am Partnerprogramm partizipierenden Marke auch Nvidia-fremde Chips (z. B. von AMD) zu verbauen. Etliche Grafikkartenhersteller haben daher andere Marken gegründet.